# Carsten Bunk
Carsten Bunk (født 29. februar 1960 i Østberlin) er en tysk tidligere roer og olympisk guldvinder.

## Karriere

### Roning
Bunks første store internationale resultat kom i 1977, hvor han ved junior-VM vandt sølv for DDR i singlesculler. Året efter blev det til guld ved junior-VM.
Bunk var en del af den østtyske dobbeltfirer ved OL 1980 i Moskva sammen med Frank Dundr, Uwe Heppner og Martin Winter. Østtyskerne vandt sikkert deres indledende heat, mens finalen blev mere jævnbyrdig. Sovjetunionen lagde sig forrest i begyndelsen af løbet, men østtyskerne hentede dem og vandt guldet, mens Sovjetunionen vandt sølv og Bulgarien bronze.
Samme år vandt han sit eneste østtyske mesterskab, hvilket var i singlesculler. Han indstillede rokarrieren i 1982.

### Videre karriere
Bunk studerede medicin, men fuldførte ikke studierne. Efter den tyske genforening ejede han sammen med sin hustru et lille vandrerhjem i Rathen i Sachsiske Schweiz.

## OL-medaljer
- 1980:  Guld i dobbeltfirer